# CV-500
La CV-500 es una carretera secundaria de la Comunidad Valenciana. Comunica la ciudad de Valencia con la población de Sueca, pasando por la pedanía valenciana de El Saler, razón por la cual la carretera es popularmente conocida como la Autopista del Saler. 
Su trazado completo es de 30 km, pero fueron desdoblados los primeros 6 km de su trazado, entre Valencia y El Saler, porque iban a formar parte del trazado de la Autopista del Mediterráneo. Hasta 2020, esta parte desdoblada de su recorrido era denominada autovía V-15 (en los primeros 2 km partiendo desde Valencia, administrados por el Estado) y autovía CV-500 (los siguientes 4 km, hasta la salida hacia El Saler). Actualmente ese tramo también es considerado carretera convencional, siendo su velocidad máxima  100 km/h.
Es además el principal acceso al parque natural de la Albufera y a las playas del sur de la ciudad: la Playa de Pinedo, la Playa del Saler, la Playa de la Devesa y la Playa del Perellonet o Recatí.

## Nomenclatura

Autopista del Saler

La CV-500 es una carretera secundaria que pertenece a la red de carreteras de la Comunidad Valenciana. Es un eje vial que conecta las poblaciones de Valencia y Sueca. 
Su nombre viene de la CV (que indica que es una carretera autonómica de la Comunidad Valenciana) y el 500, es el número que recibe dicha carretera según el orden de nomenclaturas de las carreteras secundarias de la Comunidad Valenciana.
También es conocida como "Autopista del Saler" al ser la carretera que une más directamente la ciudad con la pedanía de El Saler en el parque natural de la Albufera. 

## Historia
La CV-500 fue construida en los años 60 sustituyendo a la Carrera del Riu (Carrera del Río), que era el camino tradicional desde Valencia a El Saler y a las demás pedanías de los Poblados del Sur. Sustituye también a las carreteras locales VV-1043, que unía El Saler y El Perelló, y a la VP-1041, que unía Sueca y El Perelló.
Su ampliación fue debida sobre todo al gran aumento de personas que acudían a las playas y a los diversos apartamentos de verano (segundas residencias) que se construyeron en plena dehesa del Saler, un bosque mediterráneo situado entre la Albufera y el mar, antes de su protección como parque natural. 
En un principio partía como una prolongación de la calle del Alcalde Reig de Valencia, a la altura de la iglesia de Monteolivete y del actual Museo Fallero, pero con el crecimiento de la ciudad hacia el este y con la construcción de la Ciudad de las Artes y las Ciencias este primer tramo de autopista fue reconvertido en túnel y en vía urbana (actual avenida del Profesor López Piñero) donde hoy podemos encontrar la Ciudad de la Justicia y el Centro Comercial El Saler. Una vez superado el túnel y la Ronda Sur de Valencia, la autopista prosigue paralela al "Camino del Salinar" dirección a El Saler.
Durante la década de los 80 y primera mitad de los 90 la carretera fue parte fundamental en la Ruta del Bakalao, mayor movimiento clubbing de España, ya que en las proximidades de esta carretera se situaban gran parte de las salas de discotecas más populares de la ruta.

## Trazado
Inicia su recorrido en Valencia como carretera CV-500, concretamente en el barrio de la Ciudad de las Artes y las Ciencias y entra en la huerta de La Punta. Inmediatamente se incorporan los vehículos procedentes del túnel con los procedentes de la Ronda Sur de Valencia, y más adelante (al pasar sobre las vías del ferrocarril) se incorporan los vehículos de la "Carrera del Riu" que llegan desde La Punta y Nazaret. 
A continuación pasa de nuevo sobre unas vías que se dirigen al Puerto de Valencia, y atraviesa la Zona de Actividades Logísticas (ZAL) del puerto justo antes de tener su primera salida hacia Pinedo y hacia la circunvalación V-30 para enseguida pasar sobre la desembocadura del nuevo cauce del río Turia construido por el Plan Sur .
Al superar el puente sobre la V-30 y la desembocadura del río entra ya en suelo de Pinedo, que pertenece al distrito de Poblats del Sud (Poblados del Sur). De aquí en adelante ya discurre por terreno protegido e incluido dentro del Parque Natural de la Albufera, por lo que cualquier intervención o reforma requiere un profundo estudio medioambiental. 
Se llega a la segunda salida hacia Pinedo y sus playas, además de un autocine. Unos metros más hacia el sur encontramos la salida hacia El Saler y sus playas, y ya entra en suelo del Saler pasando de "V-15" a "CV-500" al llegar a una rotonda donde enlaza con la carretera CV-401 hacia Alfafar.
Prosigue ahora en carretera de doble sentido hacia el sur por la frondosa dehesa del Saler hasta una rotonda que da servicio a la urbanización de Les Gavines, al antiguo hotel Sidi Saler y a más playas. A continuación sigue con vistas a la laguna de la Albufera y supera un embarcadero y alguna barraca propiedad de la Comunidad de Pescadores del Palmar, además de un puente sobre la Gola de Puchol (un canal artificial con compuertas que comunica la laguna con el mar). 
Entre la frondosidad del bosque de la dehesa aparece una salida a la derecha hacia El Palmar, antigua isla de pescadores hoy más dedicada a la hostelería y al turismo, proporcionando gastronomía típica valenciana a los visitantes además de paseos en barca por la Albufera. En esta salida se encuentra también el Centro de Visitantes y de Interpretación del parque.
La carretera sigue hacia el sur y dispone de un acceso a la izquierda hacia el Parador nacional del Saler con un campo de golf. 
Al superar la Gola del Perellonet entra en la pedanía de El Perellonet, la más al sur de la ciudad de Valencia. Tras una rotonda de acceso a la población, la carretera sigue hacia el sur contemplando a la izquierda el gran número de edificios de apartamentos en primera línea de playa, y a la derecha los campos del parque natural, entre ellos pequeños invernaderos donde se cultivan los famosos tomates del Perellonet. 
Una vez superada la Gola del Perelló la carretera entra en suelo de la vecina población de Sueca, concretamente a su pedanía de El Perelló. Al pasar junto al núcleo urbano y sus apartamentos llega a una rotonda donde conecta con otras pedanías de Sueca como Les Palmeres y otra carretera hacia el Mareny de Barraquetes y hacia la localidad de Cullera, pero la CV-500 sigue hacia la derecha dirección suroeste hacia el núcleo urbano de Sueca.